# Саенко, Владислав Владимирович
Владислав Владимирович Саенко (род. 4 июня 2000, Астана) — казахстанский футболист, вратарь клуба «Окжетпес».

## Клубная карьера
Футбольную карьеру начинал в 2016 году в составе клуба «Астана М» во второй лиге.
В начале 2024 года подписал контракт с клубом «Атырау». 20 апреля 2024 года в матче против клуба «Кайсар» дебютировал в казахстанской Премьер-лиге (1:1).

## Карьера в сборной
9 мая 2018 года дебютировал за сборную Казахстана до 19 лет в матче против сборной Украины до 19 лет (1:4).

## Достижения
«Атырау»
- Финалист Кубка Казахстана: 2024

## Клубная статистика
| Клуб             | Сезон            | Лига | Лига | Кубки | Кубки | Еврокубки | Еврокубки | Итого | Итого |
| Клуб             | Сезон            | Игры | Голы | Игры  | Голы  | Игры      | Голы      | Игры  | Голы  |
| ---------------- | ---------------- | ---- | ---- | ----- | ----- | --------- | --------- | ----- | ----- |
| Астана           | 2018             | —    | —    | 0     | 0     | —         | —         | 0     | 0     |
| Астана           | Итого            | —    | —    | 0     | 0     | —         | —         | 0     | 0     |
| → Астана-М       | 2017             | 9    | −11  | —     | —     | —         | —         | 9     | −11   |
| → Астана-М       | 2018             | 20   | −25  | —     | —     | —         | —         | 20    | −25   |
| → Астана-М       | 2019             | 9    | −20  | —     | —     | —         | —         | 9     | −20   |
| → Астана-М       | Итого            | 38   | −56  | —     | —     | —         | —         | 38    | −56   |
| → Акжайык        | 2020             | 12   | −12  | —     | —     | —         | —         | 12    | −12   |
| → Акжайык        | Итого            | 12   | −12  | —     | —     | —         | —         | 12    | −12   |
| Кызыл-Жар        | 2021             | 0    | 0    | 0     | 0     | —         | —         | 0     | 0     |
| Кызыл-Жар        | Итого            | 0    | 0    | 0     | 0     | —         | —         | 0     | 0     |
| → Кызыл-Жар-М    | 2021             | 13   | −37  | —     | —     | —         | —         | 13    | −37   |
| → Кызыл-Жар-М    | Итого            | 13   | −37  | —     | —     | —         | —         | 13    | −37   |
| Женис            | 2022             | 2    | −3   | 0     | 0     | —         | —         | 2     | −3    |
| Женис            | Итого            | 2    | −3   | 0     | 0     | —         | —         | 2     | −3    |
| Экибастуз        | 2023             | 15   | −25  | —     | —     | —         | —         | 15    | −25   |
| Экибастуз        | Итого            | 15   | −25  | —     | —     | —         | —         | 15    | −25   |
| Атырау           | 2024             | 1    | −1   | 0     | 0     | —         | —         | 1     | −1    |
| Атырау           | Итого            | 1    | −1   | 0     | 0     | —         | —         | 1     | −1    |
| Всего за карьеру | Всего за карьеру | 81   | −134 | 0     | 0     | —         | —         | 81    | −134  |